# Ante Orlić
Ante Orlić (Sali na Dugom otoku, 6. veljače 1933. – Zagreb, 5. svibnja 2004.), hrvatski kipar. 

## Životopis
Ante Orlić rođen je 6. veljače 1933. godine u Salima, na Dugom otoku. Pučku školu završio je u Salima 1945.Maturirao je u Zadru, diplomirao na Akademiji primijenjene umjetnosti u klasi kipara Frana Kršinića, a specijalizirao u majstorskoj radionici Vanje Radauša. Član je Hrvatskoga društva likovnih umjetnika od 1961. godine te je sav radni vijek radio kao samostalni umjetnik. 
Privatni život
Ante Orlić sin je oca Ivana i majke Olge, rođene Dominis iz Sali na Dugom otoku. U braku sa slikaricom Almom Orlić ima dvoje djece, Donata i Lauru Kristinu.

## Umjetnički rad
Figuralika
Orlićeva nastupna figura bez obzira na svojih 69 cm djeluje monumentalno. To je žena koja sjedi na uskom osloncu, masivnih je udova, razmaknutih stopala, skupljenih koljena, izduženih bedara, izbačenih laktova, to je Magna Mater, otočanka.
Naslovi njegovih skulptura, "U plićaku", "Beračica maslina", dvije su skulpture koje otkrivju Orlićev duhovni svijet – more, kopno, plićak, maslinik, prozračnost i kompaktnost, ritam, masa, ljeto, zima. 

Ženska figura u radovima 1963. izduženi su, anoreksični i aspolni, uglavnom stojeći aktovi, rudimentarnoga izraza ("Kiša", "Plićak", "Hladno jutro", "Ljeto", "Prijateljice", "Dijana", "Amazonka").
Figuricama u terakoti, veličine do tridesetak centimetara Orlić se vraća senzualnom ženskom tijelu, radostima života i osjetilnom užitku stvaranja.
I figuralika u bronci smještena je u Orlićev otočki zavičaj. S naslovima "Sirena", "Veslač", "Otočanka", umjetnički prepoznaje otočke motive, stvara njihove simbole i uzdiže u univerzalni svijet umjetnosti.
Orlić je odredio svoje umjetničko tematsko područje i više se ne će značajnije mijenjati. Ostaje kod realističko neutralnih tema, u svijetu ljepote i hedonizma, tjelesne i duhovne opuštenosti. Izazov su bile neotkrivene poze i njihovo prikazivanje u drugačijem ključu. Izvan likovnih i društvenih grupa bio je samostalan i nezavisan umjetnik. Provokacije, angažirana figuracija, „estetika ružnoga“ i „novotarije“ nisu ga privukle. 
U Orlićevom stvaralaštvu osamdesetih godina nastaje nekoliko neočekivanih djela. Primjer, ženska figura prirodne veličine "Živili" (1982.) posvećena je obitelji i kućnom životu. Kipar ovjekovječuje trenutke društvenog i obiteljskog života - proslave, rođendane, imendane, Nove godine, Uskrse, krštenja, otvaranje izložbi ili postavljanje kiparskih ostvarenja. Skulptura, za koju je poslužio lik njegove supruge Alme, simbolično je pozlaćena, a svakodnevica (mačka, naslonjač i djeca) mitologizirana.
Na skulpturama koje slijede plastički doživljaj je sumarniji, mase zgusnutije, stilska disciplina slabi pred opažanjem. U sjedećim i ležećim pozama aktova, Orlić razgovara s poviješću i krajolikom, Mediteranom, arkadijom svoje uvale. Ženski akt metafora je plaže, obale, otoka. To je i konačni domet kiparove figuralike – doživljaj zavičaja kroz ljepotu tijela.
Portretistika
Portretira obitelj i prijatelje, toplo, intimno i suosjećajući, kao da je želio da portret pripada modelu, a ne kiparu. Modelira i javne skulpture (bana Josipa Jelačića (1985.), Antuna Gustava Matoša(1996.), Kršnjavija, Bolléa, crkvene uglednike) sukladno naravni predstavljene ličnosti,  kad je poznato, računajući na lokalne prostorne uvjete. 
Držeći se klasične koncepcije, nepovjerljiv prema suvremenim krajnostima, Orlić portretira vjerno modelu. U pedesetak portreta u punoj plastici (uz one u reljefu, medalji, sakralnoj tematici) sretno spaja fizičku sličnost i vlastito umjetničko htijenje. 
Medaljerstvo
Početkom sedamdesetih godina Orlić se bavi portretistikom i u medaljerstvu. Tako je na medaljama ostvario portrete mnogih crkvenih velikodostojnika kao što su krčki biskup Mahnić (1970.), nadbiskup Pavlišić (1988.), a plodne 1983. godine nastao je niz medaja s likovima kardinala Stepinca, Posilovića, Haulika, Mihalovića i Kuharića. Osim portreta i sakralnih tema motivi su i konotativna heraldika i arhitektura na reversima. 
Sakralna tematika
Velik dio Orlićeva stvaralaštva posvećen je sakralnoj tematici. Odgajan u kršćanskom duhu; prvi dodiri s umjetnošću bili su u saljskim i zadarskim sakralnim prostorima koji su ga zauvijek obilježili i formirali njegov umjetnički put.
Orlić 1976. godine nastavlja rad, zbog ratnih i poratnih zbivanja prekinut 1942., na marijabistričkoj Kalvariji. Postavlja brončanu XIII. postaju „Isusa skidaju s križa“, a u sljedeće četiri godine radi još tri postaje: X. „Isusa svlače“, XII. „Isus umire na križu“ i XIV. „Isusa polažu u grob“.
1982. izrađuje monumentalnu „Bogorodicu“ u pozlaćenoj bronci za crkvu Blažene Djevice Marije u zadarskom Boriku. 
Kao središte bistričkog svetišta, 1984. godine nastaje pozlaćena „Bogorodica“. U nastanku kipa, umjetnika je nosilo nadahnuće srednjoeuropskih votivnih baroknih pilova, zagorskih krajputaša, kao i Marijin kip pred zagrebačkom Prvostolnicom. 
Reljefi "Križnog puta" za istarske Pamiće nastaju 1993. godine.
U figurativnim radovim dosljedni realist, u opremi crkvene unutrašnjosti Orlić pokazuje modernost. Od prve menze u zagrebačkom Sv. Ksaveru (1965.) do posljednjih u kaljskom Sv. Lovri (1990.) i sukošanskom Sv. Kasijanu (1991.) izrađuje slobodnostojeće apstraktne skulpture u svijećnjacima, ambonima, menzama i krstionicama. 
Radovi u javnim prostorima
Orlić je sudjelovao u brojnim natječajima za javne radove, dobivao nagrade, ali su se ti radovi, u vremenu nenaklonjenom takvom umjetničkom stvaranju, rijetko realizirali.
Među prvim radovima u javnim prostorima najznačajnija je "fontana u zagrebačkom Zapruđu"  koja je 1972. godine postavljena na Meštrovićev trg.
U Luci na Dugom otoku 1985. postavlja "Spomenik palima", bitvu, stupac za vezivanje barki, brončani valoviti pravokutni stup na kojem postavlja brončanoga galeba.
Od radova u javnim prostorima treba spomenuti "Spomen obilježje – Gornja Stubica" iz 1973., "Plaketu iz Donje Stubice" iz 1974. i "Križ s postoljem" iz 1996. godine. 
Crteži
Orlić je mnogo crtao. Crtajući izoštravao je konturu, vježbao je ruku za djelovanje u plastičkoj masi. Svoju figuru crta linearno, precizno i lagano, brzim potezom izražava problem koji ga zanima. 
U kasnom razdoblju radio je gvaševe na toniranim papirima: u međusobnim releacijama mrlja crnog tuša ili bijele tempere sluti se prostornost oblika, kompozicija akta ili grupe.

## Priznanja
1967. 
Diploma sa srebrnom medaljom Večernjeg lista za natječajni rad – skulptura „Fontana“.
Priznanje Večernjeg lista za skulpturu „Sirena“. 
1977.
Velika plaketa za rad na XII. i XIII. postaji Križnog puta u Mariji Bistrici.
1978. 
Priznanje udruženja LIKUM.
1979. 
Plaketa Majke Božje Bistričke za XIV. Postaju Križnog puta u Mariji Bistrici.
1982. 
Povelja – priznanje za umjetnički i društveni rad, LIKUM.
1990. 
Plaketa i diploma Muzeja grada Šibenika.

## Vanjske poveznice
http://www.mvinfo.hr/najnovije-najave.php?ppar=2993, pristupljeno 24.1.2015.